# Trysilelva
Trysilelva este denumirea râului Klarälven pe teritoriul Norvegiei.